# 岩崎孫八
岩崎 孫八（いわさき まごはち、1887年（明治20年）10月31日 - 没年不詳）は、陸軍中佐。昭和時代前期の政治家。宮城県石巻市長。

## 経歴・人物
仙台市で岩崎亨平の4男として生まれた。1904年（明治37年）宮城県立第一中学校（現宮城県仙台第一高等学校）を卒業。1907年（明治40年）5月、陸軍士官学校（19期）を卒業し、同年12月、陸軍歩兵少尉任官。シベリア出兵に出征した。1930年（昭和5年）陸軍中佐に進む。予備役となり、石巻市会議員、県方面委員、石巻市協和会会長、郷軍石巻連合分会長などを歴任する。
1938年（昭和13年）12月26日に石巻市長に就任。在任中は石巻市立実業女学校の開校。東北振興パルプ石巻工場の操業、保健所の開設、市民病院の開院があった。一方で戦時体制は強化され、翼賛市常会の設置、下部組織としての町内会、隣組の結成、警防団が組織され、岩崎は常に戦闘訓練の先頭に立った。
1942年（昭和17年）市長の任期満了を迎え、市長を元留守第2師団長で陸軍中将の高木義人（岩崎と陸士同期）を推す動きがあり、市会内部で対立が起きた。高木は市長就任を辞退したため、岩崎が市長に再任された。2期目の1943年（昭和18年）には市の行政機構の再編があった。しかし、戦況は悪化し、1945年（昭和20年）石巻も空襲を受け、死者を出した。やがて終戦を迎え、市民生活の再建が大きな課題となった。翌1946年（昭和21年）公職追放を前に3月に市長を辞職した。